# Ковалёв, Александр Александрович (футболист)
Александр Александрович Ковалёв (24 сентября 1986, Джамбул, Казахская ССР) — узбекистанский футболист, выступающий на позиции левого защитника и полузащитника. Сыграл более 170 матчей в высшей лиге Узбекистана.

## Биография
На взрослом уровне начинал выступать в 18-летнем возрасте в составе ташкентского «Локомотива». Свой первый гол в чемпионате Узбекистана забил 25 октября 2005 года в ворота «Кызылкума». Проведя один сезон в «Локомотиве», перешёл в самаркандское «Динамо», затем выступал за «Насаф» и бекабадский «Металлург». В 2009 году вызывался в сборную Узбекистана, но на поле не выходил.
В 2010 году сыграл 7 матчей за «Бунёдкор», команда в том сезоне стала чемпионом страны. Также принимал участие в матчах Азиатской Лиги чемпионов.
В сезоне 2011/12 выступал в первом дивизионе России за «Енисей», принял участие в 24 матчах.
После возвращения в Узбекистан играл за свой прежний клуб — «Металлург» (Бекабад). С 2016 года не выступает на профессиональном уровне.
С 2016 года проживает в Калининградской области.